# Margarita Lozano
Margarita Lozano (n. 14 februarie 1931, Tetouan, Spanish protectorate in Morocco⁠(d) – d. 7 februarie 2022, Lorca, Regiunea Murcia, Spania) a fost o actriță de origine spaniolă cunoscută pentru cariera sa în cinematografia italiană. Ea a lucrat cu Luis Buñuel în Viridiana, cu Sergio Leone în Pentru un pumn de dolari, cu Pier Paolo Pasolini în Pigsty, cu frații Taviani în The Night of the Shooting Stars, Kaos și Good Morning Babylon; cu Nanni Moretti în La Messa è finita; și în dipticul Jean de Florette și Manon of the Spring al lui Claude Berri.

## Filmografie selectivă
- 1961 Viridiana, regia Luis Buñuel
- 1963 Los Tarantos, regia Francisco Rovira-Beleta
- 1964 Pentru un pumn de dolari (Per un pugno di dollari), regia Sergio Leone
- 1968 Sechestru de persoană (Sequestro di persona), regia Gianfranco Mingozzi
- 1969 Baltagul, regia Mircea Mureșan
- 1969 Călugărița din Monza (La monaca di Monza), regia Eriprando Visconti
- 1986 Half of Heaven